# Un mapa del món
Un mapa del món  (títol original: A Map of the World) és una pel·lícula estatunidenca dramàtica dirigida per Scott Elliott l'any 1999. Està inspirada en una novel·la de Jane Hamilton apareguda l'any 1994, A Map of the World. Ha estat doblada al català.

## Argument
Alice Goodwin (Sigourney Weaver) porta un vida modesta però tranquil·la en un poble de Wisconsin. Mare de dues nenes, està feliçment casada amb un granger (David Strathairn) i adora el seu treball d'infermera a l'escola del poble. Un matí, un absurd però tràgic accident posarà la seva vida panxa enlaire, i ja res tornarà a ser com abans.

## Repartiment
- Sigourney Weaver: Alice Goodwin
- Julianne Moore: Theresa Collins
- Dara Perlmutter: Emma Goodwin
- David Strathairn: Howard Goodwin
- Arliss Howard: Paul Reverdy
- Kayla Perlmutter: Clara Goodwin
- Deborah Lobban: Wilma Becker
- Chloë Sevigny: Carole Mackessy
- Marc Donato: Robbie Mackessy

## Rebuda
Premis 1999Globus d'or: Nominada Millor actriu principal - Drama (Sigourney Weaver)
Crítica
- "Weaver, en la millor interpretació que ha fet mai -i mira que en té de bones-, digna de tots els premis, de tots els Oscar"[3]
- "El treball de Weaver frega l'eminent"[4]